# Lăpușnic (okręg Hunedoara)
Lăpușnic – wieś w Rumunii, w okręgu Hunedoara, w gminie Dobra. W 2011 roku liczyła 506 mieszkańców.